# Kirchendemenreuth
Kirchendemenreuth ist eine Gemeinde im Oberpfälzer Landkreis Neustadt an der Waldnaab in Bayern.

## Geografie

### Lage
Die Gemeinde liegt, umgeben von den Städten Pressath im Westen, Windischeschenbach im Osten, Erbendorf im Norden und Altenstadt an der Waldnaab im Süden an den südlichsten Ausläufern des Fichtelgebirges und des Steinwaldes. Das Gebiet wird auch als Haberland bezeichnet.

### Gemeindegliederung
Es gibt 21 Gemeindeteile (in Klammern ist der Siedlungstyp angegeben):
- Altenparkstein (Dorf)
- Denkenreuth (Dorf)
- Döltsch (Dorf)
- Glasern (Dorf)
- Hahnenmühle (Einöde)
- Holzmühle (Einöde)
- Hutzlmühle (Einöde)
- Kirchendemenreuth (Pfarrdorf)
- Klobenreuth (Dorf)
- Köstlmühle (Einöde)
- Kriegshut (Einöde)
- Lenkermühle (Einöde)
- Menzlhof
- Miltenthal (Einöde)
- Obersdorf (Dorf)
- Oed (Einöden)
- Püllersreuth (Kirchdorf)
- Scherreuth (Dorf)
- Staudenhof (Einöde)
- Steinreuth (Dorf)
- Wendersreuth (Dorf)

Es gibt die Gemarkungen Altenparkstein, Döltsch, Kirchendemenreuth, Klobenreuth, Oed und Wendersreuth.

## Geschichte

### Bis zur Gemeindegründung
Der Hauptort wird erstmals 1285 als „Tiemenriut“ erwähnt. Das Dorf war Sitz eines der sieben Gerichte des Gemeinschaftsamts Parkstein-Weiden, in denen der Parksteiner Landrichter zusammen mit zwölf Geschworenen in Fällen der hohen und niederen Gerichtsbarkeit urteilte. Ab 1714 gehörte der Ort vollständig zum Herzogtum Pfalz-Sulzbach, seit 1777 war es Teil des Kurfürstentums Bayern. Im Zuge der Verwaltungsreformen in Bayern entstand mit dem Gemeindeedikt von 1818 die heutige Gemeinde.

### Eingemeindungen
Im Zuge der Gebietsreform in Bayern wurden am 1. Juli 1972 die Gemeinde Wendersreuth, die Gemeindeteile Altenparkstein, Glasern, Kriegshut und Staudenhof der aufgelösten Gemeinde Altenparkstein und der Gemeindeteil Oed der aufgelösten Gemeinde Schwand eingegliedert. Die Gemeinde Klobenreuth kam am 1. Januar 1978 hinzu.

### Einwohnerentwicklung
| Jahr      | 1961 | 1970 | 1987 | 1991 | 1995 | 2000 | 2005 | 2010 | 2015 | 2020 |
| --------- | ---- | ---- | ---- | ---- | ---- | ---- | ---- | ---- | ---- | ---- |
| Einwohner | 969  | 939  | 952  | 943  | 939  | 971  | 929  | 888  | 852  | 875  |

- Zwischen 1988 und 2018 sank die Einwohnerzahl von 943 auf 869 Einwohner bzw. um 7,9 %.

## Politik und Öffentliche Verwaltung
Die Gemeinde ist Mitglied der Verwaltungsgemeinschaft Neustadt an der Waldnaab.

### Gemeinderat
Die Gemeinderatswahl 2020 ergab folgende Sitzverteilung:
- CSU: 5 Sitze
- Freie Wählergemeinschaft: 3 Sitze

### Bürgermeister
- bis  2002: Hans Lukas (CSU)
- 2002–2014: Franz Schneider (CSU)
- seit 2014: Gerhard Kellner (CSU)[8]

### Wappen
| Wappen Gem. Kirchendemenreuth | Blasonierung: „In Schwarz hinter einem silbernen Kantenlinksbalken ein oben gebogener goldener Haferhalm.“ |
| Wappen Gem. Kirchendemenreuth | Wappenbegründung: Der silberne Kantenlinksbalken in Schwarz ist vom Wappen der Gleißenthaler hergeleitet, einem Adelsgeschlecht, das schon um 1300 und bis in das 16. Jahrhundert eine wichtige Rolle in dem zum wittelsbachischen Amt Parkstein-Weiden gehörenden Gemeindegebiet spielte. Die Gleißenthaler waren Inhaber des Landsassengutes Döltsch und beanspruchten das Patronatsrecht über die Kirche in Kirchendemenreuth; sie besaßen im Spätmittelalter zeitweise auch das Burghutlehen in Parkstein. Der goldene Haferhalm verweist auf die Bedeutung der Landwirtschaft und bringt die Lage der Gemeinde im sogenannten Haberland bildhaft zum Ausdruck. Dieses Wappen wird seit 1982 geführt. |

## Sehenswürdigkeiten

### Baudenkmäler
- Katholische Kirche St. Johannes Baptist

### Bodendenkmäler
- Burgstall Ginghaus
- Schloss Döltsch

## Persönlichkeiten
- Lorenz Englmann (1811–1881), Klassischer Philologe und Autor
- Josef Tröger (1895–1971), Politiker (SPD)